# 岡村重夫
岡村 重夫（おかむら しげお、1906年10月21日 - 2001年12月22日）は、日本の社会福祉学者。孝橋正一、嶋田啓一郎らとともに、日本の社会福祉理論の構築に貢献した。

## 略歴
- 1906年10月21日 - 大阪府大阪市に生まれる
- 1928年 - 旧制高知高等学校文科乙類卒業
- 1931年 - 東京帝国大学文学部倫理学科卒業
- 1944年当時 - 陸軍教授、予備陸軍中尉[1]
- 1950年 - 大阪市立大学教授
- 1955年 - 大阪市立大学家政学部長
- 1970年 - 関西学院大学教授
- 1975年 - 佛教大学教授
- 1977年 - 大阪社会事業短期大学学長に就任
- 1987年 - 日本地域福祉学会設立、会長に就任
- 2001年12月22日 - 死去。95歳没

## 主な著書
- 『社会福祉学総論』（柴田書店、1956年）
- 『地域福祉論』（柴田書店、1973年）
- 『地域福祉論(社会福祉選書①)』（光生館、1974年）
- 『社会福祉原論』（全国社会福祉協議会、1983年初版）

## 研究書
- 松本英孝『日本の社会福祉学―岡村重夫とその批判者たち』（三学出版、2002年）